# Sport Sint-Genesius-Rode
K. Sport Sint-Genesius-Rode was een Belgische voetbalclub uit Sint-Genesius-Rode. De club droeg stamnummer 1274 en speelde altijd in de lagere reeksen. De clubgeschiedenis wordt vooral gekenmerkt doordat de club in 1963 van stamnummer verwisselde met Racing Club de Bruxelles dat zou opgaan in een fusie. Het vroegere Sport Sint-Genesius-Rode speelt zodoende nog steeds verder, al is het administratief gezien met stamnummer 6 de voortzetting van het vroegere Racing Club Brussel.

## Geschiedenis
Football Club La Rhodienne werd opgericht in 1927, het jaar erna werd voor het eerst gespeeld. De club kreeg stamnummer 1274. In 1929 ging de ploeg van start in de derde gewestelijke afdeling, en werd er meteen kampioen. In 1936 stootte het team door naar de provinciale afdelingen. Na de oorlog werd het team in 1947/48 kampioen en klom zo op naar de nationale bevorderingsreeksen (toen het derde niveau). In de jaren 50 ging de club wat op en neer tussen nationale en provinciale. In 1951 viel men terug naar provinciale, de club behaalde echter direct het kampioenschap en kon in 1952 weer van start in bevordering (toen de Vierde Klasse). Na drie seizoenen werd de club laatste en speelde de seizoenen 1955/56 en 1956/57 weer in provinciale. De club steeg weer naar nationale bevordering en werd er in 1960 zelfs tweede. Ook de volgende jaren bleef de club het goed doen in de bevorderingsreeksen. Het laatste seizoen 1962/63 sloot de club af op een derde plaats in Bevordering A, slechts een puntje na kampioen Voorwaarts Tienen en na Lebbeke.
In 1963 zou een grote club uit de buurt, Racing Club de Bruxelles, een club met een rijke geschiedenis, fuseren met Royal White Star AC. De nieuwe club, Royal Racing White zou onder het stamnummer 47 van White Star verder spelen. Dit betekende dat het stamnummer 6 van het oude Racing CB dreigde verloren te gaan. Met medewerking van Sport Sint-Genesius-Rode werd een truc uitgehaald om dit stamnummer te redden. Op 21 juni 1963 veranderde Royal Racing Club de Bruxelles (stamnummer 6) zijn naam in Royal FC La Rhodienne waarbij uiteraard het stamnummer gelijk bleef. K. Sport Sint-Genesius-Rode (stamnummer 1274) wijzigde op 22 juni vervolgens zijn naam in Royal Racing Club de Bruxelles met stamnummer 1274, deze naam was nu immers beschikbaar. De volgende dag veranderde het oorspronkelijke Racing CB, ondertussen omgedoopt tot Royal FC La Rhodienne zijn naam in K. Sport Sint-Genesius-Rode, nog steeds met stamnummer 6. De beide clubs hadden nu effectief hun stamnummer gewisseld. De mensen van het oude Sport Sint-Genesius-Rode met stamnummer 1274 verhuisden naar het nieuwe met stamnummer 6 en omgekeerd voor Racing CB. Racing Club de Bruxelles fuseerde nu een maand later met White Star, en hoewel het praktisch gezien deze club was die werd opgenomen in de fusie, was het administratief gezien het stamnummer 1274 dat geschrapt werd, het stamnummer van het oorspronkelijk Sport Sint-Genesius-Rode. De club die schuil ging achter dit vroegere Sport Sint-Genesius-Rode voetbalde verder, maar stond bij de KBVB administratief ingeschreven met stamnummer 6 en was dus op papier eigenlijk dezelfde club als het vroegere Racing Club Brussel. De club speelde verder in de Derde Klasse, de reeks waar stamnummer 6 als Racing Club het seizoen voordien had gespeeld. Later werd na een fusie de naam nog KFC Rhodienne-Verrewinkel.

## Resultaten
| Seizoen | Klasse | Klasse | Klasse | Klasse | Klasse | Klasse | Klasse | Klasse | Reeks                                     | Punten                                    | Opmerkingen                               | Beker |
|         | I      | II     | III    | P.I    | P.II   | P.III  | P.IV   |        | Vanaf 1926/27 zijn er 3 nationale niveaus | Vanaf 1926/27 zijn er 3 nationale niveaus | Vanaf 1926/27 zijn er 3 nationale niveaus |       |
| ------- | ------ | ------ | ------ | ------ | ------ | ------ | ------ | ------ | ----------------------------------------- | ----------------------------------------- | ----------------------------------------- | ----- |
| 1928/29 |        |        |        |        |        |        | 1      |        | Vierde prov. Brab.                        | 22                                        |                                           |       |
| 1929/30 |        |        |        |        |        | 3      |        |        | Derde prov. Brab.                         | 25                                        |                                           |       |
| 1930/31 |        |        |        |        |        | 2      |        |        | Derde prov. Brab.                         | 29                                        |                                           |       |
| 1931/32 |        |        |        |        | 6      |        |        |        | Tweede prov. Brab.                        | 29                                        |                                           |       |
| 1932/33 |        |        |        |        | ?      |        |        |        | Tweede prov. Brab.                        | ?                                         |                                           |       |
| 1933/34 |        |        |        |        | 4      |        |        |        | Tweede prov. Brab.                        | 35                                        |                                           |       |
| 1934/35 |        |        |        |        | 2      |        |        |        | Tweede prov. Brab.                        | 39                                        |                                           |       |
| 1935/36 |        |        |        |        | 11     |        |        |        | Tweede prov. Brab.                        | 21                                        |                                           |       |
| 1936/37 |        |        |        |        | 1      |        |        |        | Tweede prov. Brab.                        | 43                                        |                                           |       |
| 1937/38 |        |        |        | 3      |        |        |        |        | Eerste prov. Brab.                        | 34                                        |                                           |       |
| 1938/39 |        |        |        | 4      |        |        |        |        | Eerste prov. Brab.                        | 37                                        |                                           |       |
| 1939/40 |        |        |        |        | 2      |        |        |        | Tweede prov. Brab.                        | 21                                        |                                           |       |
| 1940/41 |        |        |        |        |        |        |        |        |                                           |                                           | Geen competitie door Wereldoorlog II      |       |
| 1941/42 |        |        |        |        |        |        |        |        |                                           |                                           | Geen competitie door Wereldoorlog II      |       |
| 1942/43 |        |        |        | 11     |        |        |        |        | Eerste prov. Brab.                        | 22                                        |                                           |       |
| 1943/44 |        |        |        | 9      |        |        |        |        | Eerste prov. Brab.                        | 29                                        |                                           |       |
| 1944/45 |        |        |        | 6      |        |        |        |        | Eerste prov. Brab.                        | 5                                         |                                           |       |
| 1945/46 |        |        |        | 3      |        |        |        |        | Eerste prov. Brab.                        | 50                                        |                                           |       |
| 1946/47 |        |        |        | 7      |        |        |        |        | Eerste prov. Brab.                        | 36                                        |                                           |       |
| 1947/48 |        |        |        | 1      |        |        |        |        | Eerste prov. Brab.                        | 43                                        |                                           |       |
| 1948-49 |        |        | 6      |        |        |        |        |        | Derde klasse A                            | 31                                        |                                           |       |
| 1949-50 |        |        | 12     |        |        |        |        |        | Derde klasse B                            | 26                                        |                                           |       |
| 1950-51 |        |        | 16     |        |        |        |        |        | Derde klasse D                            | 20                                        |                                           |       |
| 1951-52 |        |        |        | 1      |        |        |        |        | Eerste prov. Brab.                        | 50                                        |                                           |       |
|         | I      | II     | III    | IV     | P.I    | P.II   | P.III  | P.IV   | Vanaf 1952/53 zijn er 4 nationale niveaus | Vanaf 1952/53 zijn er 4 nationale niveaus | Vanaf 1952/53 zijn er 4 nationale niveaus |       |
| 1952-53 |        |        |        | 5      |        |        |        |        | Vierde klasse D                           | 33                                        |                                           |       |
| 1953-54 |        |        |        | 7      |        |        |        |        | Vierde klasse A                           | 33                                        |                                           | R4    |
| 1954-55 |        |        |        | 16     |        |        |        |        | Vierde klasse C                           | 17                                        |                                           | R5    |
| 1955-56 |        |        |        |        | 4      |        |        |        | Eerste prov. Brab.                        | 38                                        |                                           | R4    |
| 1956-57 |        |        |        |        | 1      |        |        |        | Eerste prov. Brab.                        | 46                                        |                                           |       |
| 1957-58 |        |        |        | 3      |        |        |        |        | Vierde klasse B                           | 38                                        |                                           |       |
| 1958-59 |        |        |        | 8      |        |        |        |        | Vierde klasse B                           | 30                                        |                                           |       |
| 1959-60 |        |        |        | 2      |        |        |        |        | Vierde klasse A                           | 42                                        |                                           |       |
| 1960-61 |        |        |        | 3      |        |        |        |        | Vierde klasse B                           | 37                                        |                                           |       |
| 1961-62 |        |        |        | 9      |        |        |        |        | Vierde klasse A                           | 30                                        |                                           |       |
| 1962-63 |        |        |        | 3      |        |        |        |        | Vierde klasse A                           | 42                                        |                                           |       |